# La casa del carrer Carroll
La casa del carrer Carroll (títol original: The House on Carroll Street) és una pel·lícula estatunidenca dirigida per Peter Yates i estrenada l'any 1988. Ha estat doblada al català.

## Argument
A Nova York, el 1951, Emily Crane, atractiva periodista a la revista "Life", perd la seva feina després d'haver refusat lliurar noms davant el Comitè d'Activitats Anti-Americanes. Troba feina com a lectora a casa d'una vella senyora, Miss Venable, on sorprèn una conversa misteriosa amb un refugiat alemany. Amb l'ajuda de l'agent Cochran, enxamparà una xarxa de vells nazis.

## Repartiment
- Kelly McGillis: Emily Crane
- Jeff Daniels: Agent Cochran
- Mandy Patinkin: Salwen
- Jessica Tandy: Miss Venable
- Brian Davies: Warren